# Джованні Франческо Коммендоне
Джованні Франческо Коммендоне (італ. Giovanni Francesco Commendone; 17 березня 1523, Венеція — 26 грудня 1584, Падуя) — італійський кардинал, єпископ Кефалонії і Закінфа з 1555 року, апостольський нунцій і папський легат у Речі Посполитій в 1563—1565 та 1571—1573 роках, діяч Контрреформації.

## Життєпис
Вивчав право та гуманістичні науки в Падуанському університеті. У 1550 році приїхав до Риму. Завдяки протекції посла Венеційської республіки став секретарем папи Юлія III. У серпні 1553 року брав участь у місії до Англії, спрямованої на повернення цієї країни, якою керувала Марія Тюдор, до Католицької церкви. У 1555 році папа Павло IV призначив його єпископом Кефалонії і Закінфа. У 1556 році брав участь у місії до Іспанських Нідерландів, до двору імператора Карла V Габсбурга та Філіпа II. Того ж року був призначений надзвичайним нунцієм в Урбіно, Феррарі, Пармі та Венеції. Намагався отримати від цих республік військову допомогу для Папської області, якій загрожувало просування іспанських військ.
У 1560 році був папським легатом до Священної Римської імперії, щоб запросити представників католицьких і протестантських країн на відкриття Тридентського собору. Він прибув на релігійний з'їзд представників протестантських правителів у Наумбурзі (Заале), де безуспішно намагався переконати їх відновити унію з Римською церквою. У січні 1563 року їздив з місією до Інсбрука, де обговорював питання собору з імператором Фердинандом I Габсбургом.
У жовтні того ж року прибув до Речі Посполитої як легат і апостольський нунцій. Тут він відмовив короля Польщі Сигізмунда ІІ Августа від ідеї створення польської національної церкви (яка не визнавала би примату папи). Король Сигізмунд ІІ Август і Сенат прийняли книгу постанов Тридентського собору від нунція Коммендоні на сеймі в Парчеві 7 серпня 1564 року. Діяв на шкоду Польщі та на користь Габсбургам. Під час візитацій польських храмів він відвідував також фортеці, а згодом у зашифрованих листах передавав ворогам відомості про чисельність і стан війська. Готував збройне повстання з метою посадити Габсбурга на польський престол.
Разом з кардиналом Станіславом Гозієм керував процесом впровадження декретів Тридентського собору польським єпископатом, а також спровадив єзуїтів до Польщі. У 1566 році він був призначений папським легатом на сеймі Священної Римської імперії в Аугсбурзі. У 1568 році був легатом до імператора Максиміліана II Габсбурга. У 1571 році, будучи легатом до імператора та Сигізмунда II Августа, намагався створити союз проти Османської імперії. У 1573 році підтримав кандидатуру Генріха Валуа.
Автор спогадів про перебування в Речі Посполитій під назвою «Спогади про давню Польщу».